# Powiat Namysłowski
Der Powiat Namysłowski ist ein Landkreis (Powiat) in der Woiwodschaft Opole in Polen. mit der Kreisstadt Namysłów (Namslau). Der Kreis liegt im Nordwesten der Woiwodschaft und grenzt im Osten an den Powiat Kluczborski, im Süden an den Powiat Opolski und den Powiat Brzeski. Westlich liegt die Woiwodschaft Niederschlesien und nördlich die Woiwodschaft Großpolen. Der Landkreis zählt etwa 44.000 Einwohner.

## Städte und Gemeinden
Der Powiat umfasst fünf Gemeinden, davon eine Stadt- und Landgemeinde, deren gleichnamiger Hauptort das Stadtrecht besitzt, sowie vier Landgemeinden.
Einwohnerzahlen vom 31. Dezember 2020

### Stadt- und Landgemeinde
- Namysłów (Namslau) – 26.210

### Landgemeinden
- Domaszowice (Noldau) – 3573
- Pokój (Carlsruhe O.S.) – 5144
- Świerczów (Schwirz) – 3259
- Wilków (Wilkau) – 4357

## Politik
Die Kreisverwaltung wird von einem Starosten geleitet. Seit 2018 war dies Konrad Gęsiarz (PiS), der 2024 durch Jolanta Wilczyńska abgelöst wurde.

### Kreistag
Der Kreistag besteht aus 17 Mitgliedern, die von der Bevölkerung gewählt werden. Die turnusmäßige Wahl 2024 brachte folgendes Ergebnis:
- Prawo i Sprawiedliwość (PiS) 23,1 % der Stimmen, 5 Sitze
- Wahlkomitee „Bürgerfreundliche lokale Verwaltung im Powiat Namysłowski“ 22,5 % der Stimmen, 4 Sitze
- Koalicja Obywatelska (KO) 21,6 % der Stimmen, 4 Sitze
- Wahlkomitee „Bürgergemeinschaft 2006“ 9,5 % der Stimmen, 2 Sitze
- Wahlkomitee „Bartłomij Stawiarski – Aktive lokale Verwaltung“ 8,7 % der Stimmen, 1 Sitz
- Trzecia Droga (TD) 7,5 % der Stimmen, 1 Sitz
- Lewica 3,7 % der Stimmen, kein Sitz
- „Konföderation Jacek Ochędzan – Lokale Initiative“ 3,5 % der Stimmen, kein Sitz

Die turnusmäßige Wahl 2018 brachte folgendes Ergebnis:
- Prawo i Sprawiedliwość (PiS) 24,5 % der Stimmen, 5 Sitze
- Wahlkomitee „Bürgerfreundliche lokale Verwaltung im Powiat Namysłowski“ 19,6 % der Stimmen, 4 Sitze
- Wahlkomitee „Bürgergemeinschaft 2006“ 14,2 % der Stimmen, 2 Sitze
- Polskie Stronnictwo Ludowe (PSL) 14,1 % der Stimmen, 3 Sitze
- Koalicja Obywatelska (KO) 11,9 % der Stimmen, 2 Sitze
- Sojusz Lewicy Demokratycznej (SLD) / Lewica Razem (Razem) 10,2 % der Stimmen, 1 Sitz
- Wahlkomitee „Lokale Verwaltungskoalition im Powiat Namysłowski“ 5,5 % der Stimmen, kein Sitz